# 虹吸式咖啡壺

蒸氣壓力促使水進入上面

虹吸式咖啡壺，也称賽風壺（音譯自siphon或syphon），它最早起源於德國。其藉由加熱下壺氣體，增加压力，虹吸將水推至上壺萃取咖啡。虹吸壺在日本與台灣是很流行的咖啡沖調方法，但是手沖式咖啡興起後虹吸壺比較不具備沖煮咖啡器具的必需性。與其他方式相比，虹吸式的操作較為複雜。

## 使用方法
虹吸壺形狀類似葫蘆狀的玻璃壺，上半部和下半部可以拆解，而中间以导管连通。使用時下半部會注入開水，再以酒精燈加熱下壺。上虹吸壺的上半部會先放入咖啡濾紙或濾布，再把咖啡粉放在上半部。當下壺的水開始滾沸，便可以把上壺插在下壺上。一般使用酒精對純玻璃製造的虹吸壺下壺加熱。目前有部分虹吸壺的下壺底部裝有鋼片，可以配合電磁爐使用。當下壺的水受熱後會转化为水蒸气，水面上压力增大。于是开水从导管进入到上面盛放研磨咖啡。然后再经由过滤纸或滤布重新进入下方，之后把下半部的咖啡倒出飲用。

## 技巧
專業的虹吸式咖啡烹煮，會根據氣候、濕度、空間溫度、豆種及烘焙程度進行各種不同的攪拌或是水的處理技巧。
往往虹吸式咖啡的烹煮會使用屬於中淺程度的烘焙，因為其間接加溫與較長浸泡的方法能夠體現較細膩的咖啡層次與水果甜度，
相較於重烘焙咖啡的濃香、油香有所不同。因為虹吸式技巧須經驗，所以往往造成虹吸式咖啡被誤認為較差的咖啡烹煮的方式。 
其中過度烹煮大致狀態如下：苦味來自過度粹取(煮過頭、或水溫度過高造成豆子燒焦)、澀味來自過長時間的浸泡、酸味來自於過度的攪拌。
但是有經驗且掌握恰當的虹吸式咖啡因其較高溫烹煮的方法，可完整粹取咖啡之甘度與膠質，使得口中時時生香與充滿回甘。

## 過程

動畫的步驟 1到7。
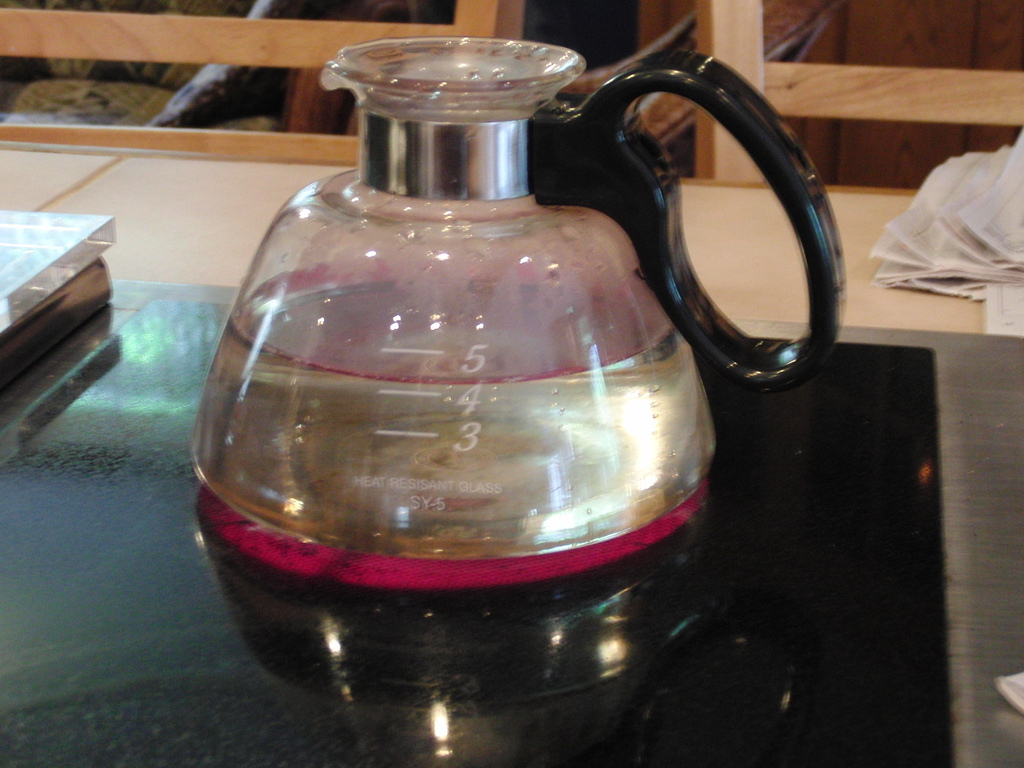
第1步： 水在玻璃壺中加熱到沸騰，冒出白煙。
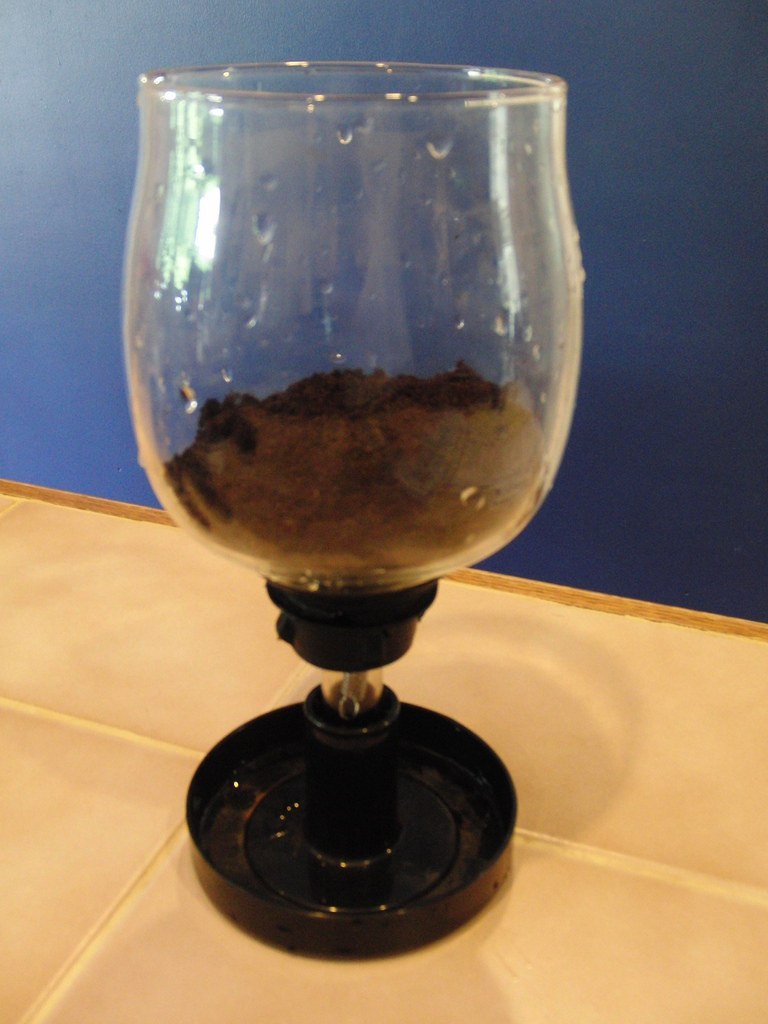
第2步： 在上方玻璃容器內放入2-3匙的咖啡粉。
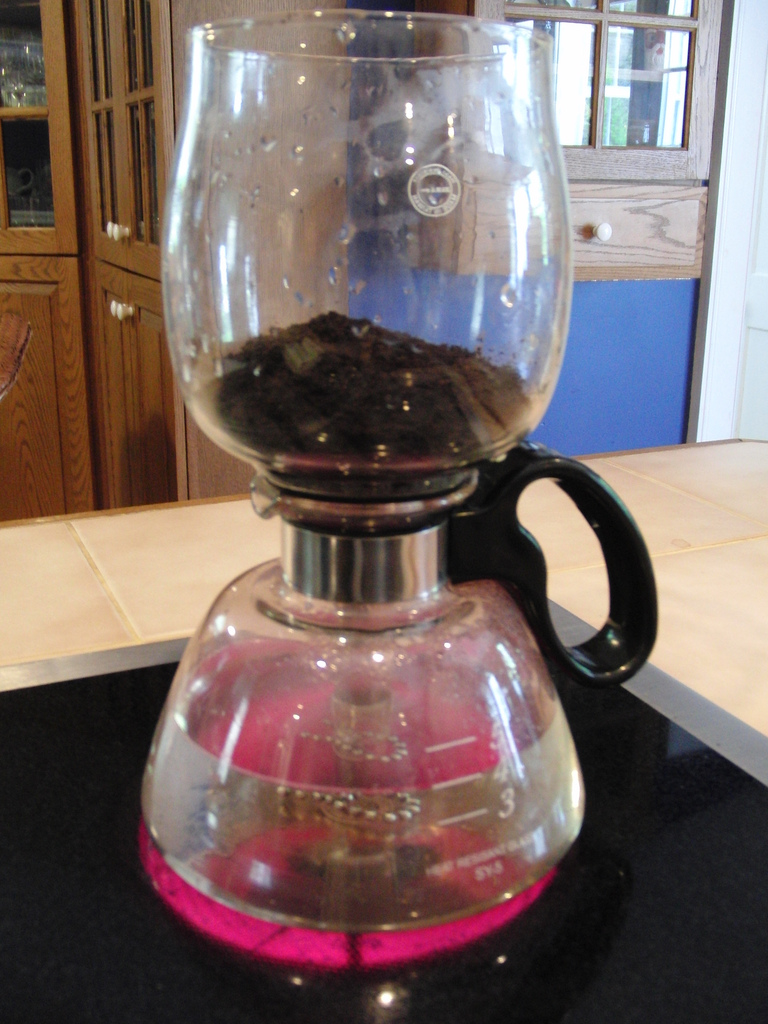
第3步： 將上方玻璃容器插入到玻璃壺的頂部。
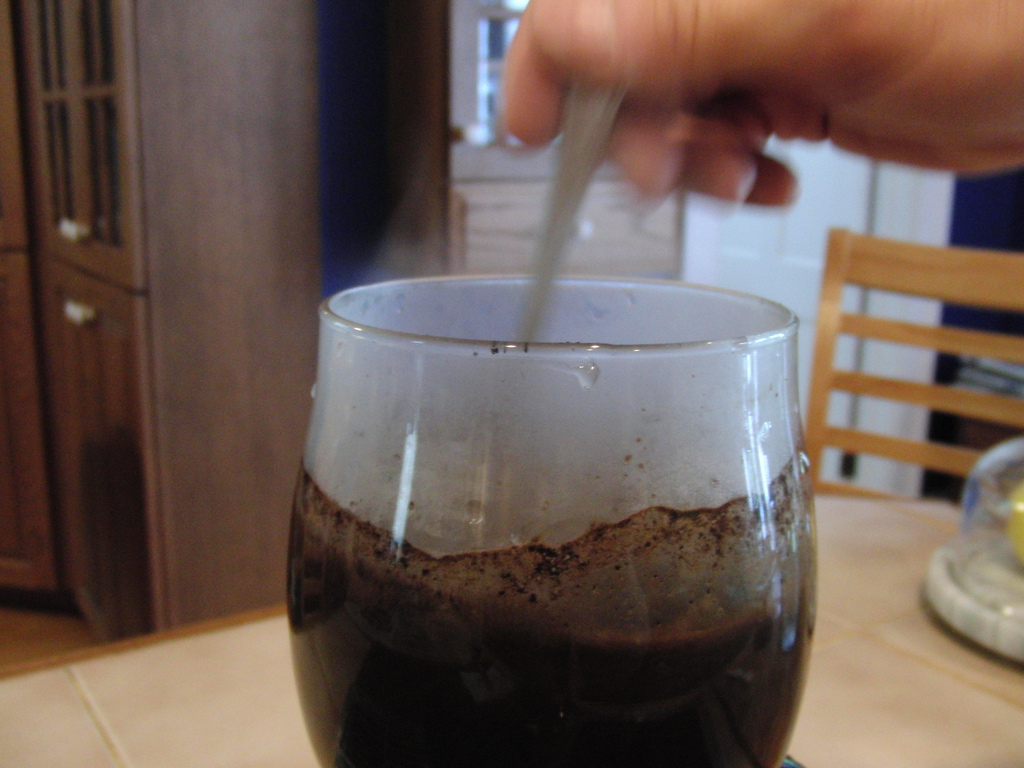
第4步： 水因受蒸氣的壓力而逐漸上升，上升至2：1的水量比例（上壺2、下壺1），移離火源，將上壺的咖啡粉，用木匙輕輕攪拌，使咖啡粉均勻撥濕，時間大約1分鐘。
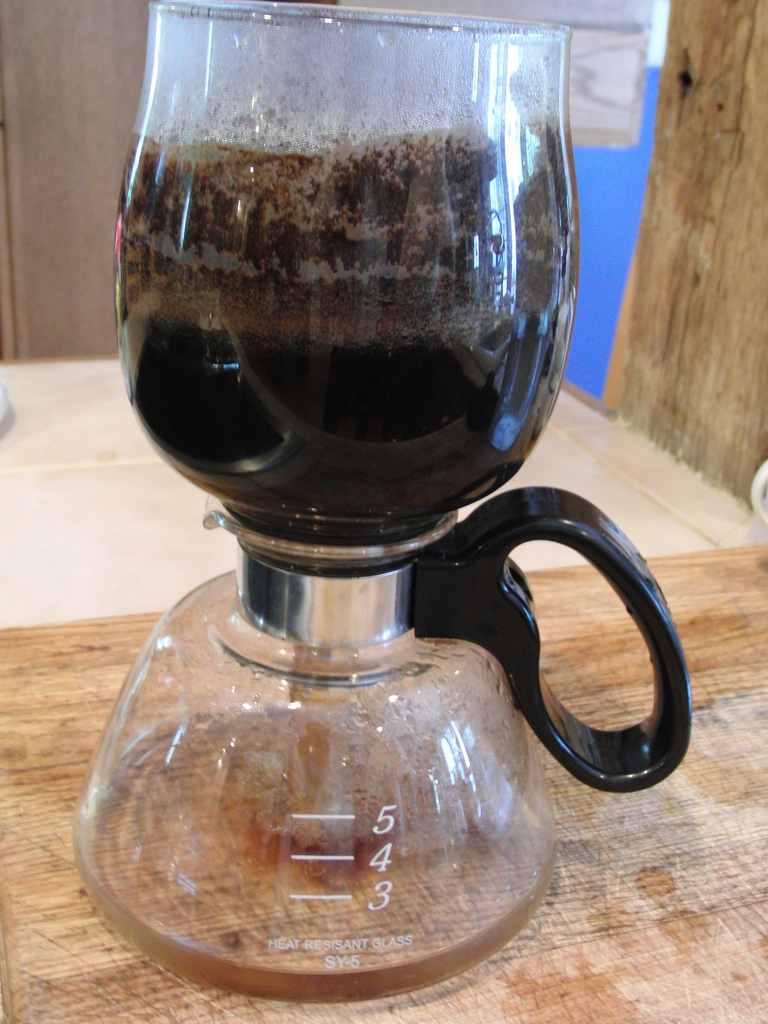
第5步： 觀察是否有上沖（連接管是否冒泡），移回火源繼續煮，直到水全部上升後，關閉爐火並將火爐移走離開下壺。
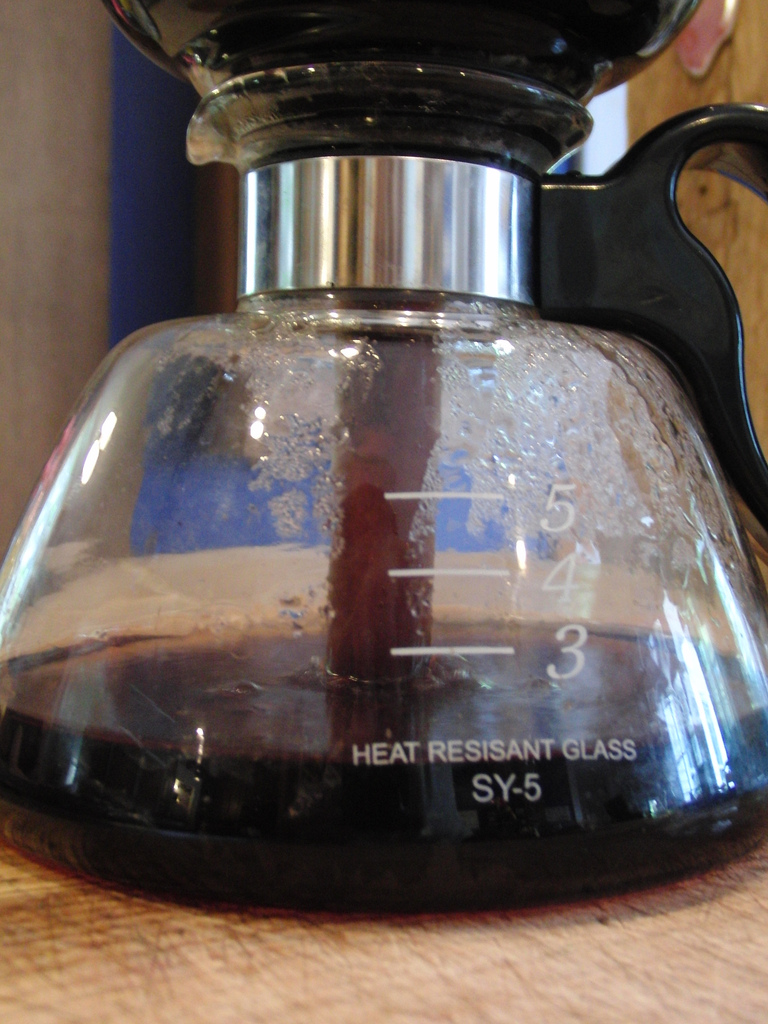
第6步： 用濕抹布包裏下壺輕柔擦拭以快速冷卻玻璃壺的溫度，使咖啡液體因溫度壓力變化而逐漸回流到下壺。
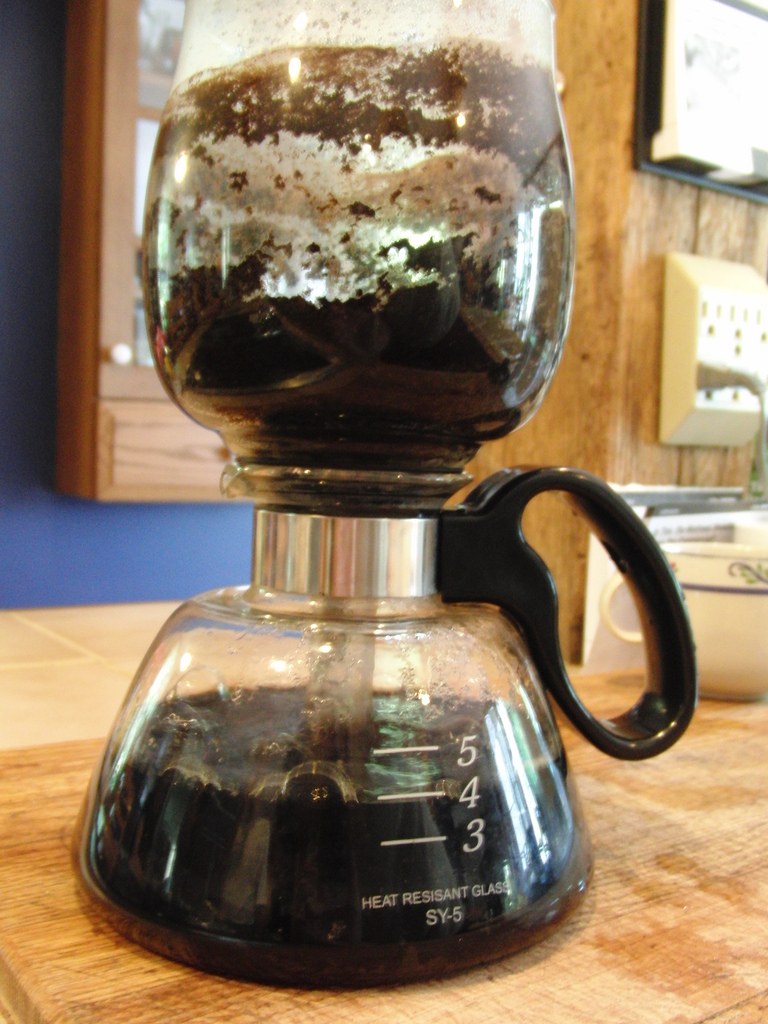
第7步： 咖啡煮好後，位於上方的玻璃瓶中，會因為真空吸力（溫度壓力）影響回到下方玻璃容器中。

### 引用
1. ↑  .   [2010-01-24]. （原始内容存档于2010-06-09）.
2. ↑  .   [2010-01-24]. （原始内容存档于2006-02-14）.

## 外部連結
（英文）preparation by Siphon/syphon （页面存档备份，存于）